# Hydra 70

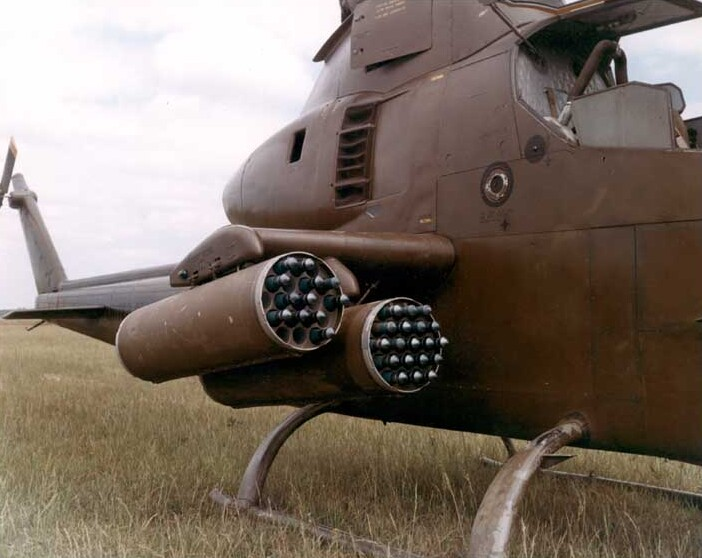
Hydra 70 an einer AH-1 Cobra

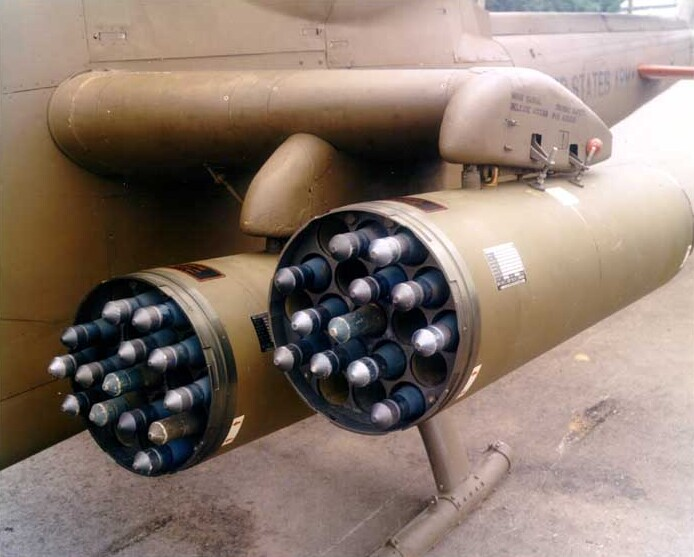
Hydra 70

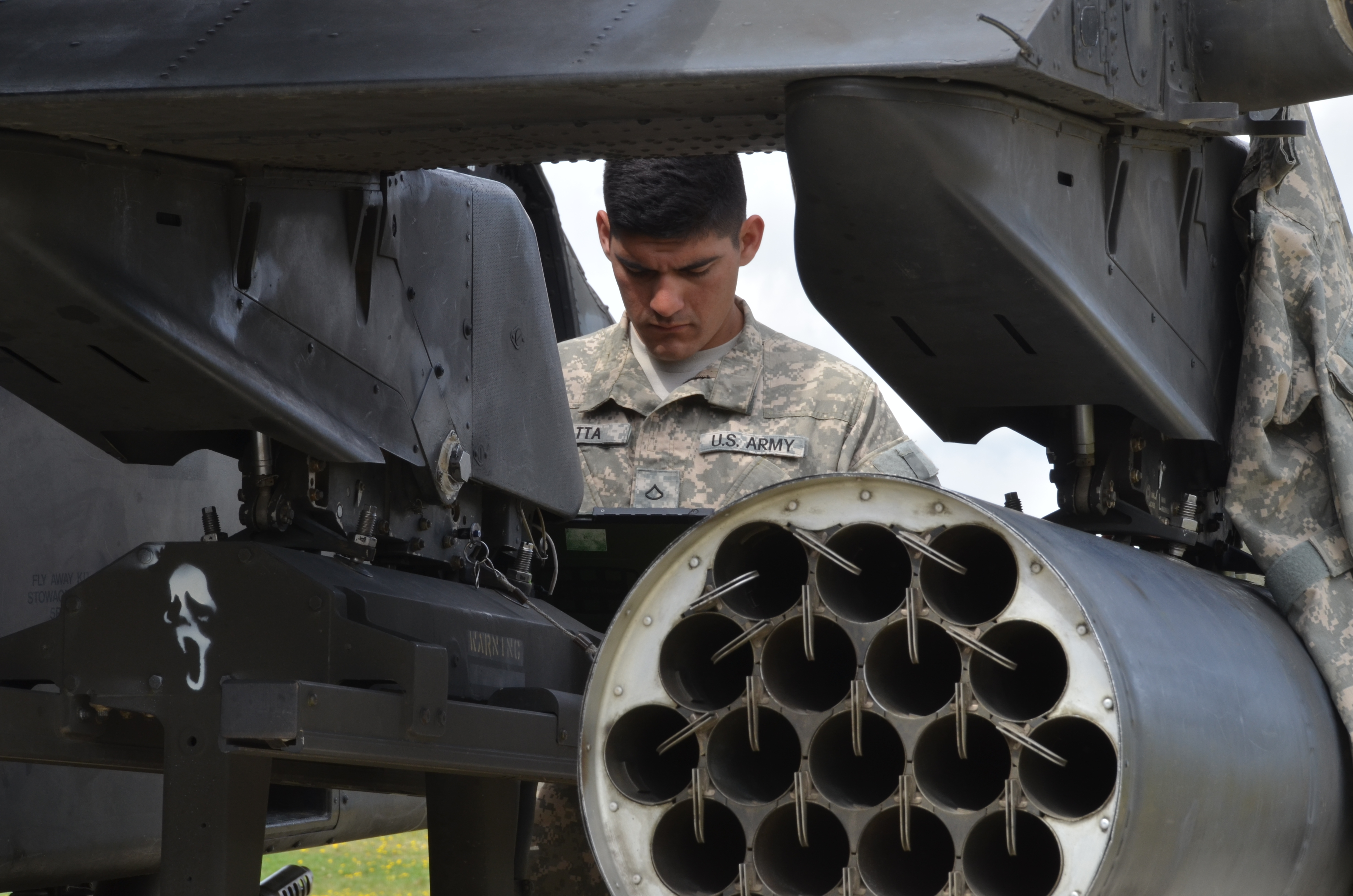
Leerer Behälter von hinten

Die Hydra 70 ist eine US-amerikanische ungelenkte Luft-Boden-Rakete, sie wird von Kampfhubschraubern oder Kampfflugzeugen abgefeuert.
Die Hydra 70 stellt eine Weiterentwicklung der Rakete FFAR (Folding Fin Aerial Rocket, zu Deutsch Rakete mit ausklappbaren Stabilisatoren) dar. Zur Flugstabilisation dienen bei beiden Mustern drei ausklappbare Aluminium-Heckflossen; daher stammt auch die Typenbezeichnung WA oder WAFFAR (Wrap Around Folding Fin Aerial Rocket, zu Deutsch Rakete mit umgewickelten, ausklappbaren Stabilisatoren) des Ausgangsmusters.
Es werden Mehrfach-Startbehälter in verschiedenen Größen verwendet. Der Flugkörper wird von einem Mk-66-Feststoff-Raketenmotor angetrieben.
Es wurden weltweit verschiedene Hydra-Versionen entwickelt, die alle 70 mm Durchmesser haben:
- Ares, Brasilien
- Avibras, Brasilien
- CRV7, Kanada
- Forges de Zeebrugge, Belgien
- Hanwha, Südkorea

Abhängig vom verwendeten Gefechtskopf können sie sowohl zur Bekämpfung von Hartzielen (z. B. Panzerabwehr) als auch gegen Personen (Weichziel) eingesetzt werden.

## Geschichte
Ursprünglich im Zweiten Weltkrieg zur Bekämpfung von Bomberverbänden durch Jagdflugzeuge entwickelt, wurden FFAR zum Kriegsende hin vermehrt in der Erdkampfunterstützung eingesetzt. Bei der Entwicklung des bewaffneten Helikopters zur Zeit des Vietnamkrieges stellten sie eine geeignete Möglichkeit dar, bei relativ geringem Gewicht Wirkungsfeuer in großer Fläche zu entfalten. Diese Rolle wurde bei modernen Kampfhubschraubern beibehalten und ergänzt die Bekämpfung von Einzelzielen mit Lenkraketen.
Gefechtsköpfe:
- Flechette (1179 Stück à 3,9 Gramm)
- Splitterspreng (HE – High Explosive)
- Vielzweck-Streukörper
- Rauch
- Leuchtkörper
- Übungsgefechtskopf

## Advanced Precision Kill Weapon System
Das Advanced Precision Kill Weapon System (APKWS) war ein Entwicklungsprogramm, das mit den vorhandenen Systemen der Hydra 70 kompatibel sein sollte und unter anderem einen lasergesteuerten Gefechtskopf haben sollte. General Dynamics und BAE Systems begannen im Jahr 2002 mit der Entwicklung erster Prototypen. Die Start- und Flugtests fanden auf der Eglin Air Force Base in Florida statt. Man verwendete für das System vorhandene Bestandteile der Hydra 70 wie Startrampe, Rakete, Motor und den Gefechtskopf. Die Waffe sollte die Lücke zwischen den Systemen der Hydra 70 und der AGM-114 Hellfire schließen sowie eine kosteneffiziente Bekämpfung gepanzerter Punktziele ermöglichen. Das gesamte Entwicklungsprogramm wurde im April 2005 gestoppt, da es die gestellten Erwartungen nicht erfüllte.

## Advanced Precision Kill Weapon System II
Nach den schlechten Ergebnissen des APKWS-Programm wurde ein neues Pflichtenheft herausgegeben, da die US-Armee immer noch eine kostengünstige Lenkwaffe brauchte. Dieses baut auf dem ursprünglichen APKWS-Programm auf. Es wurden zwei Entwicklungsteams für den Wettbewerb zugelassen. Das erste setzt sich aus den Unternehmen Lockheed Martin und Raytheon zusammen. BAE Systems, Northrop Grumman und General Dynamics bilden das zweite Team. Im April 2006 wurde das Team um BAE Systems zum Gewinner erklärt und ein Dreijahresvertrag für die Entwicklung und den Bau abgeschlossen.
Obwohl Lockheed und Raytheon unterlegen waren, entwickeln beide Firmen nunmehr voneinander getrennt ihre Entwürfe weiter. Bei Lockheed heißt es Direct Attack Guided Rocket (DAGR), während es bei Raytheon als Laser Guided Rocket (LGR) bezeichnet wird.
Es gibt mehrere ähnliche Systeme, die dem APKWS I und II stark ähneln, aber am Wettbewerb nicht teilnahmen. Zum Beispiel gibt es von Elbit Systems und Alliant Techsystems das Guided Advanced Tactical Rocket-Laser (GATR-L), von Magellan Aerospace und Kongsberg Defence & Aerospace gibt es das CRV7-Precision Guided (CRV7-PG), von Forges de Zeebrugge (Thales Gruppe) gibt es das FZ275LGR.